# Gricéite
La gricéite est un minéral de la famille des halogénures. Il porte le nom de Joel Denison Grice (1946), minéralogiste et cristallographe canadien, conservateur du Canadian Museum of Nature, Ottawa, Ontario, Canada.

## Caractéristiques
La gricéite est un halogénure de formule chimique LiF. Elle cristallise dans le système cubique formant des petits cubes et des octaèdres. On la trouve également sous forme d'agrégats prismatiques, botryoïdale, grains irréguliers et pulvérulents. Sa dureté sur l'échelle de Mohs est de 4,5.

## Classification
Selon la classification de Nickel-Strunz, la gricéite appartient à "03.AA - Halogénures simples, sans H2O, avec rapport M:X = 1:1, 2:3, 3:5, etc.", avec les minéraux suivants : marshite, miersite, nantokite, UM1999-11:I:CuS, tocornalite, iodargyrite, bromargyrite, chlorargyrite, carobbiite, halite, sylvine, villiaumite, salmiac, UM1998-03-Cl:Tl, lafossaïte, calomel, kuzminite, moschelite, neighborite, chlorocalcite, kolarite, radhakrishnaïte, challacolloïte et héphaïstosite.

## Formation et gisements
On la trouve dans des inclusions de sodalite associées à un complexe intrusif alcalin de gabbro-syénite. Elle est généralement associée à d'autres minéraux tels que : sodalite, ussingite, villiaumite, eudialyte, sphalérite, sérandite, vuonnemite ou lovozerite. Elle a été découverte en 1989 dans la carrière Poudrette, au Mont Saint-Hilaire, (Montérégie, Québec, Canada), le seul endroit du monde où elle a été trouvée.